# Davis-Rundohrblattnase

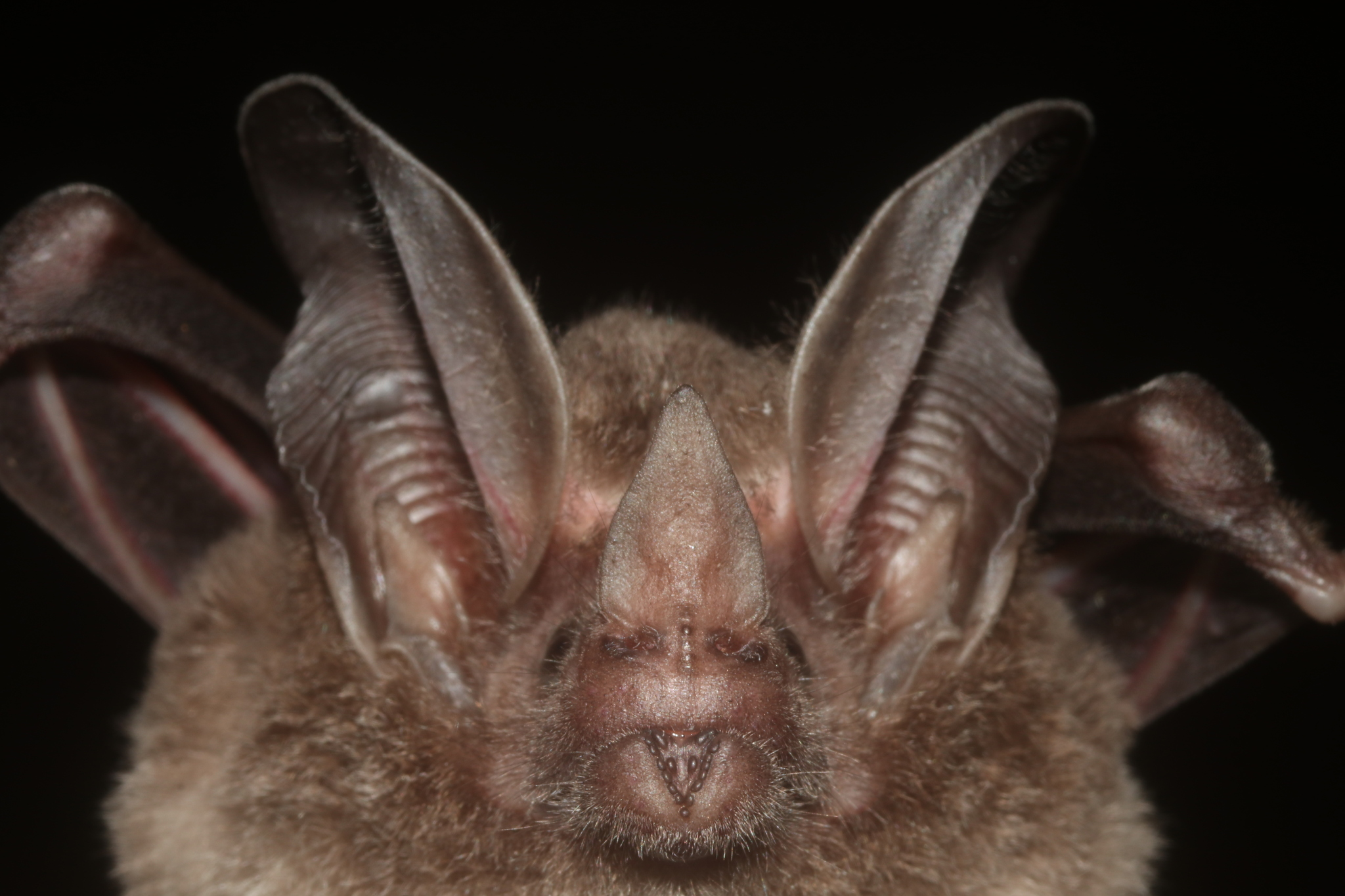
Detail Kopfansicht

Die Davis-Rundohrblattnase (Lophostoma evotis) ist ein in Mittelamerika verbreitetes Fledertier in der Familie der Blattnasen. Die Art ist der Weißkehl-Rundohrblattnase (Lophostoma silvicolum) sehr ähnlich und sie wurde zeitweilig als deren Synonym geführt. Der Artzusatz evotis im wissenschaftlichen Namen wurde wegen der großen Ohren gewählt.

## Merkmale
Abweichend von der Weißkehl-Rundohrblattnase hat die Art eine dunklere Unterseite ohne weißen Kehlfleck und weiße Flecken an den Ansätzen der Ohren fehlen. Erwachsene Exemplare sind ohne Schwanz 79 bis 91 mm lang, die Schwanzlänge beträgt 14 bis 18 mm, die Unterarme sind 47 bis 53 mm lang und das Gewicht liegt bei 20 g. Die Länge der Ohren beträgt 33 bis 35 mm. Das Fell der Oberseite variiert in der Färbung von hell bleigrau über graubraun und braun bis dunkelgrau. Unterseits kommt etwas helleres Fell vor.
Eine weitere ähnliche Art ist die Brasilianische Großohrfledermaus, die jedoch nur in Südamerika vorkommt und vier anstatt zwei untere Schneidezähne hat. Die Zahnformel der Davis-Rundohrblattnase lautet I 2/1, C 1/1, P 2/3, M 3/3. Typisch für den Kopf sind große abgerundete Ohren, ein Nasenblatt, dessen runde Grundform mit der Oberlippe verwachsen ist und eine V-förmige Verdickung auf der Unterlippe. Diese Verdickung trägt kleine Warzen. Bei dieser Fledermaus setzt sich die Behaarung auf dem körpernahen Teil der Unterarme fort. Es kommt ein langer Fersensporn (Calcar) vor und der Schwanz ist in die Schwanzflughaut eingebettet.

## Verbreitung

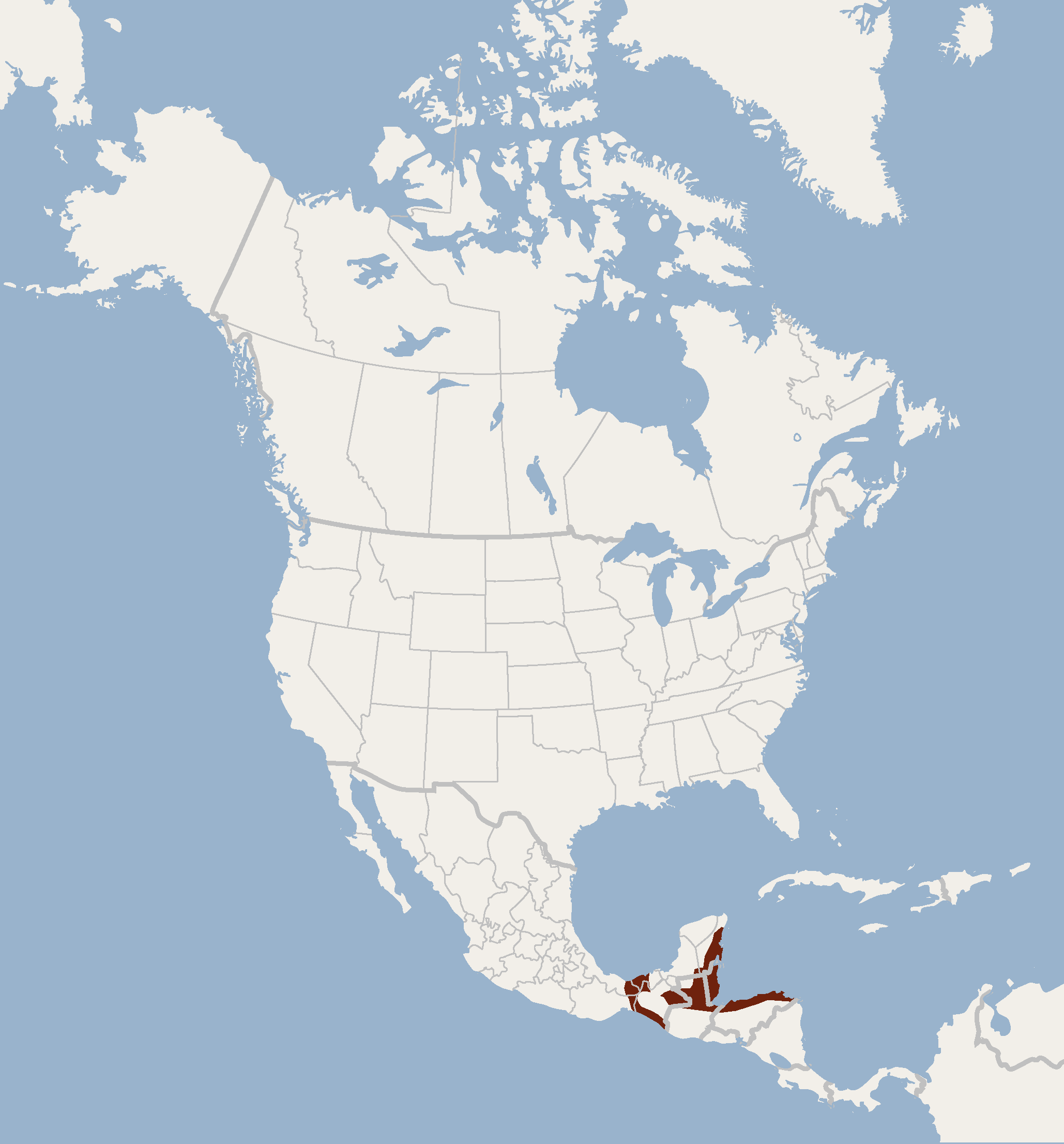
Verbreitungsgebiet der Davis-Rundohrblattnase

Die Art ist vom Isthmus von Tehuantepec in Mexiko über Guatemala und Belize bis ins nördliche Honduras verbreitet. Sie lebt im Flach- und Hügelland bis 200 Meter Höhe. Die Exemplare halten sich meist in immergrünen feuchten Wäldern auf und besuchen gelegentlich laubabwerfende Wälder. Pflanzen der Region zählen unter anderem zu den Gattungen Lysiloma, Bursera (Balsambaumgewächse), Manilkara und Kordien.

## Lebensweise
Die Davis-Rundohrblattnase ist nachtaktiv und bleibt auch in hellen Mondnächten im Versteck. Als Ruheplätze wurden ein verlassenes Termitennest auf einem Baum in 3 Meter Höhe und ein Gebäude registriert. Das Versteck nutzen bis zu fünf Individuen. Diese Fledermaus jagt im Unterholz der Wälder. Zur Beute zählen Käfer, Laubheuschrecken und vermutlich andere Insekten. Andere Fledermäuse im gleichen Revier sind die Schnurrbärtige Fledermaus, die Brillenblattnase, die Zwergfruchtfledermaus und der Gemeine Vampir. Die Geburt des einzelnen Nachkommen pro Wurf findet, soweit bekannt, zu Beginn der Regenzeit statt.

## Gefährdung
Aufgrund fehlender Bedrohungen und einer stabilen Gesamtpopulation gilt die Art laut IUCN als nicht gefährdet (least concern).